# John Reed, Mexico insurgente
Pour les articles homonymes, voir John Reed et Reed.
John Reed, Mexico insurgente (titre original : Reed, México insurgente) est un film mexicain réalisé par Paul Leduc et sorti en 1973.
En juillet 1994, le film est sélectionné dans la liste établie par la revue Somos des 100 meilleurs films mexicains de tous les temps.

## Synopsis
Entre 1911 et 1914, le journaliste américain John Reed couvre pour la revue Metropolitan la guerre civile mexicaine. En 1913, il arrive, après un long voyage en charrette, à l'état-major du général Tomás Urbina, à Durango. Il partage les repas des révolutionnaires mexicains et finit par sympathiser avec eux. On l'appellera désormais Juanito. Le film de Paul Leduc est fondé sur les reportages réunis par John Reed dans son recueil México insurgente (Mexique insurgé).

## Fiche technique
- Titre original : Reed, México insurgente
- Réalisation : Paul Leduc
- Production : Luis Barranco, pour Salvador López Ollin y Asociados (México)
- Scénario : Juan Tovar, P. Leduc, Emilio Carballido, Carlos Castañon (dialogues additionnels) d'après les récits de John Reed
- Photographie : Alexis Grimas, Ariel Zúñiga - Noir et blanc viré sépia, 16 mm gonflé 35 mm
- Son : Ernesto Higuera, Max López, Miguel Ramírez, Antonio Bermúdez
- Montage : Giovanni Korporaal, Rafael Castanedo
- Pays d'origine :  Mexique
- Durée : 105 minutes
- Date de sortie : 5 janvier 1973 au Mexique

## Distribution
- Claudio Obregón : John Reed
- Eduardo López Rojas : général Tomás Urbina
- Juan Ángel Martínez : Julián Reyes
- Hugo Velásquez : Longino Guereca
- Eraclio Zepeda : Pancho Villa
- Enrique Alatorre : Venustiano Carranza
- Carlos Fernández del Real : Felipe Angeles
- Lynn Tillet : Isabel
- Carlos Castañon : Fidencio Soto
- Victor Fosado : Isidro Anaya
- Ernesto Gómez Cruz : Pablo Seanez

## Analyse
Paul Leduc construit son film comme un journal d'informations de l'époque, ressuscitant à l'écran l'esprit des reportages du journaliste américain John Reed. Avec ce film, nous nous éloignons des « stéréotypes sur la Révolution mexicaine, à l'opposé de toute mythification, et si le son n'est pas toujours parfait, le sépia de l'image (tournée en 16 mm, gonflée en 35 mm) nous rapproche des images originelles tournées ces années-là. » Le film restitue la réalité des luttes menées dans leur quotidienneté et la fraternité des combattants parfois suivis par leurs épouses et leurs enfants « ainsi qu'en atteste le portrait de famille du général Urbina avec sa femme, concubine et marmots, drôle et émouvant. »
Au-delà, les films de Paul Leduc, et celui-ci en fournit un modèle, ont en commun de se développer à partir d'un personnage. « [...] Je m'intéresse à la relation que celui-ci entretient avec son époque. Tout cela provient de mon intérêt à mêler privé et politique, personnel et social », affirme le réalisateur.

## Distinctions
Le film a été présenté à la Quinzaine des réalisateurs, en sélection parallèle du festival de Cannes 1972.